# 서울어린이대공원
어린이대공원(영어: Children's Grand Park)은 대한민국 서울특별시 광진구 능동에 소재한 가족 단위 휴식 공간이다. 
1973년 5월 5일 어린이날에 개장하였으며, 약 53만여m2로 개장 당시에는 동양 최대의 규모였다. 
푸른 숲과 파란 잔디의 녹지공간으로 이루어져 있어 어린이는 물론 청소년과 일반시민을 위한 휴식 및 문화공간으로서 시민공원의 역할을 한다. 
또한 교양시설, 동물원, 식물원, 놀이시설 등을 갖춘 학습교육장으로 기능하고 있다.

## 연혁

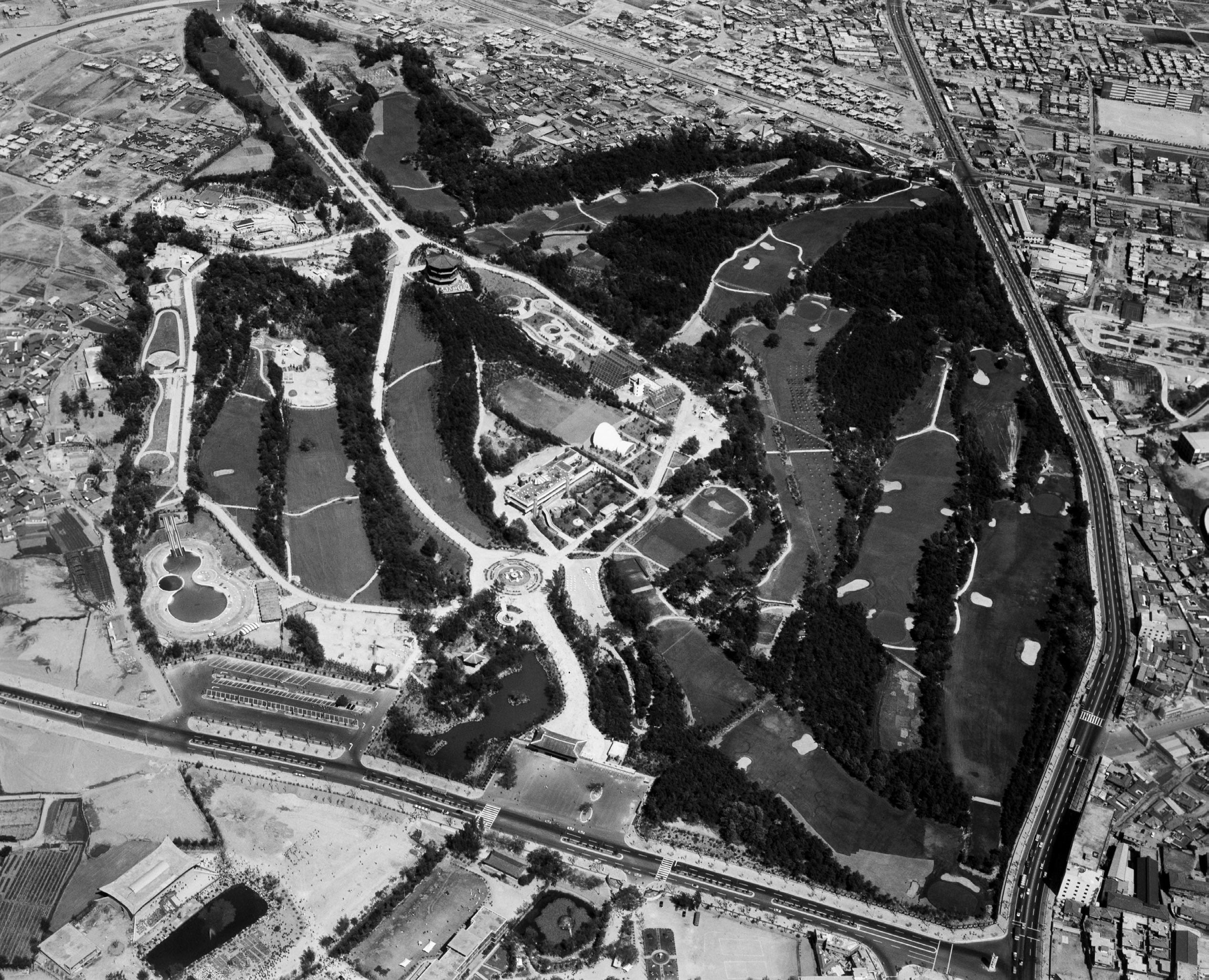
1973년 개원 당시의 전경

서울특별시에서 서울 컨트리클럽에서 대한제국 순종효황제의 황후 순명효황후 민씨의 유릉(裕陵, 1904년) 부지였던 골프용지 중 12만평을 기증받아 1972년 11월 3일에 착공하였다.
이듬해에는 22만평으로 확장하였고, 각계로부터 시설을 기증받았다.
1973년 5월 5일 당시로서는 동양 최대 규모의 종합 어린이 놀이 시설로서 개원하였다. 
자연 환경을 그대로 살렸으며, 동물원, 식물원, 어린이종합유희장, 분수대, 수영장, 야외 음악당, 관망대, 식당 등을 갖추었다.
문을 연 지 6일 만에 30만이 입장하는 등 많은 관람객으로 입장을 일부 제한하기도 했다.
1975년에는 어린이대공원 옆 3만평의 땅에 육영재단이 지은 어린이회관이 들어섰다.
1977년 어린이날에는 하루 관람객 숫자 73만 5천 명을 기록하였다.
1980년에는 지하철 2호선 화양역이 개통하면서 지하철하고 연계되었다.
1980년대 후반 에버랜드하고 롯데월드 등 규모가 큰 테마파크가 등장하면서 수요가 크게 줄어들고, 시설도 낡고 뒤떨어지긴 했지만, 도심하고 가까운데다, 교통도 편리하며, 놀이시설 이용료도 저렴한데다, 입장도 무료이므로, 가족들이 함께 휴식을 취하기에 아주 좋다.
뿐만 아니라 인근에 세종대, 한양대, 건국대가 위치해 있어, 연인들의 데이트 장소로도 손색이 없다.
2006년 10월 4일 어린이대공원을 무료로 개방하였다. 
2009년 5월 5일에는 1973년 개장한 지 36년 만에 대대적으로 재단장하였고, 야외음악당, 음악분수, 바다동물관 등의 시설이 재정비되었다.

## 시설
2009년 5월을 기준으로 공원 입장료는 무료이며, 각 시설별, 서비스별 일부 유료 시설이 있다. 이용시간은 오전 5시~ 오후 10시 (05:00~22:00)이다. 정문, 후문, 능동문 개방시간은 05:00~22:00로 이용시간과 같다. 동물원의 이용시간은 성수기와 비수기의 차이가 있다. 성수기(4~10월)는 18시 까지, 비수기(11~3월)는 17시까지 관람이 가능하다. (이는 계절 및 날씨 등에 따라 일부 변경될 수 있다.)

### 주요 시설
식물원, 동물원, 놀이동산, 팔각당, 야외음악당 등이 있다.

#### 동물원
- 포유류
  - 미어캣, 사막여우, 은여우, 북극여우, 코요테, 팀버늑대, 사자, 벵갈호랑이, 인도표범, 카라칼, 재규어, 아시아흑곰, 종 불명 불곰, 북극곰, 서발, 퓨마, 유라시아스라소니, 검은등자칼, 붉은여우, 점박이하이에나, 줄무늬하이에나, 남아메리카물개, 큰바다사자, 점박이물범, 하프물범, 작은발톱수달, 아시아코끼리, 바위너구리, 집토끼, 솜꼬리토끼, 마라, 라쿤, 오소리, 줄무늬스컹크, 시베리아다람쥐, 삼색다람쥐, 생쥐(마우스), 다이아나원숭이, 히말라야원숭이, 사바나원숭이 , 브라자원숭이, 파타스원숭이, 토쿠원숭이, 거미원숭이, 필리핀원숭이, 사자꼬리원숭이, 꼬리감기원숭이, 맨드릴, 침팬지, 오랑우탄, 다람쥐원숭이, 코먼마모셋, 알락꼬리여우원숭이, 돼지꼬리원숭이, 아누비스개코원숭이, 노랑뺨긴팔원숭이, 은색긴팔원숭이, 일본원숭이, 망토개코원숭이, 노랑목도리담비, 족제비, 빈투롱, 흰코코아티, 고슴도치, 렛서판다, 백비심, 두발가락나무늘보, 큰개미핥기, 주머니고양이, 주머니개미핥기, 주머니쥐, 반디쿠트, 아메리카테이퍼, 웜뱃, 육띠아르마딜로, 비버, 뉴트리아, 붉은캥거루, 회색캥거루, 왈라루, 붉은목왈라비, 오리너구리, 멧돼지, 목도리펙커리, 꽃사슴, 다마사슴, 알파카, 라마, 과나코, 미니말, 사바나얼룩말, 당나귀, 히말라야타알, 큰뿔소, 무플론, 검은꼬리프레리독, 벌거숭이두더지쥐, 아프리카호저, 브라질호저

- 조류 
  - 독수리, 말똥가리, 흰꼬리수리, 황조롱이, 올빼미, 수리부엉이, 솔부엉이, 타조, 레아, 에뮤, 화식조, 공작비둘기, 금계, 황금계, 백한, 한국꿩, 일본꿩, 인도공작, 은계, 폴리쉬, 금강앵무, 청금강앵무, 홍금강앵무, 토코투칸, 거위, 집오리, 청둥오리, 흰뺨검둥오리, 원앙, 큰고니, 검은고니, 검은목고니, 캐나다기러기, 쇠기러기, 아메리카원앙, 아비, 큰논병아리, 쇠물닭, 괭이갈매기, 재갈매기, 알바트로스, 홍부리황새, 두루미, 쇠재두루미, 큰펠리컨, 검은머리흰따오기(아프리카흑따오기라고 보는 견해도 있다.),쇠백로, 중백로, 해오라기, 왜가리, 아프리카펭귄, 황제펭귄, 젠투펭귄, 마카로니펭귄, 아델리펭귄, 턱끈펭귄

- 파충류(뱀목)
  - 콘스네이크, 노랑아나콘다, 볼파이톤, 푸른혀도마뱀, 리치도마뱀붙이, 표범도마뱀붙이, 팬케이크육지거북, 표범무늬거북, 동부뱀목거북, 바다악어, 악어거북, 늑대거북

- 어류
  - 시클리드(바나나시클리드, 피콕시클리드, 제브라시클리드)

#### 식물원
열대식물, 분재, 난 등 총 402종, 5,506본

#### 놀이 동산
유료 시설로 어린이 3,500원, 청소년 4,000원, 어른 5,000원 등의 이용 요금이 있다.

#### 기타
- 교양시설 - 교양관, 야외음악당, 동상, 기념비, 민속실, 인형극장, 자연학습장
- 유희, 운동시설 - 모험놀이, 놀이터, 수영장, 롤러 스케이트장, 보트장, 아이스링크장, 놀이동산, 축구장, 테니스장

### 편의시설
주차장
식당
- 카페테리아
- 놀이동산 식당
- 동물공연장 식당

운동시설
- 테니스장
- 잔디축구장
- 풋살경기장

공연시설
- 야외무대

기타
- 유모차 대여소 (정문, 후문)
- 수유실 (정문, 후문)
- 음수대
- 매점
- 사진부
- 수유실
- 고객안내센터
- 물품 및 애완동물 보관함

## 체험 프로그램
- 방학 동물교실
- 곤충 교실 (둘째 놀토)
- 동물마술 교실 (네째 놀토)
- 생태체험 프로그램
- 꿈나래 교실 (장애어린이용)

## 갤러리

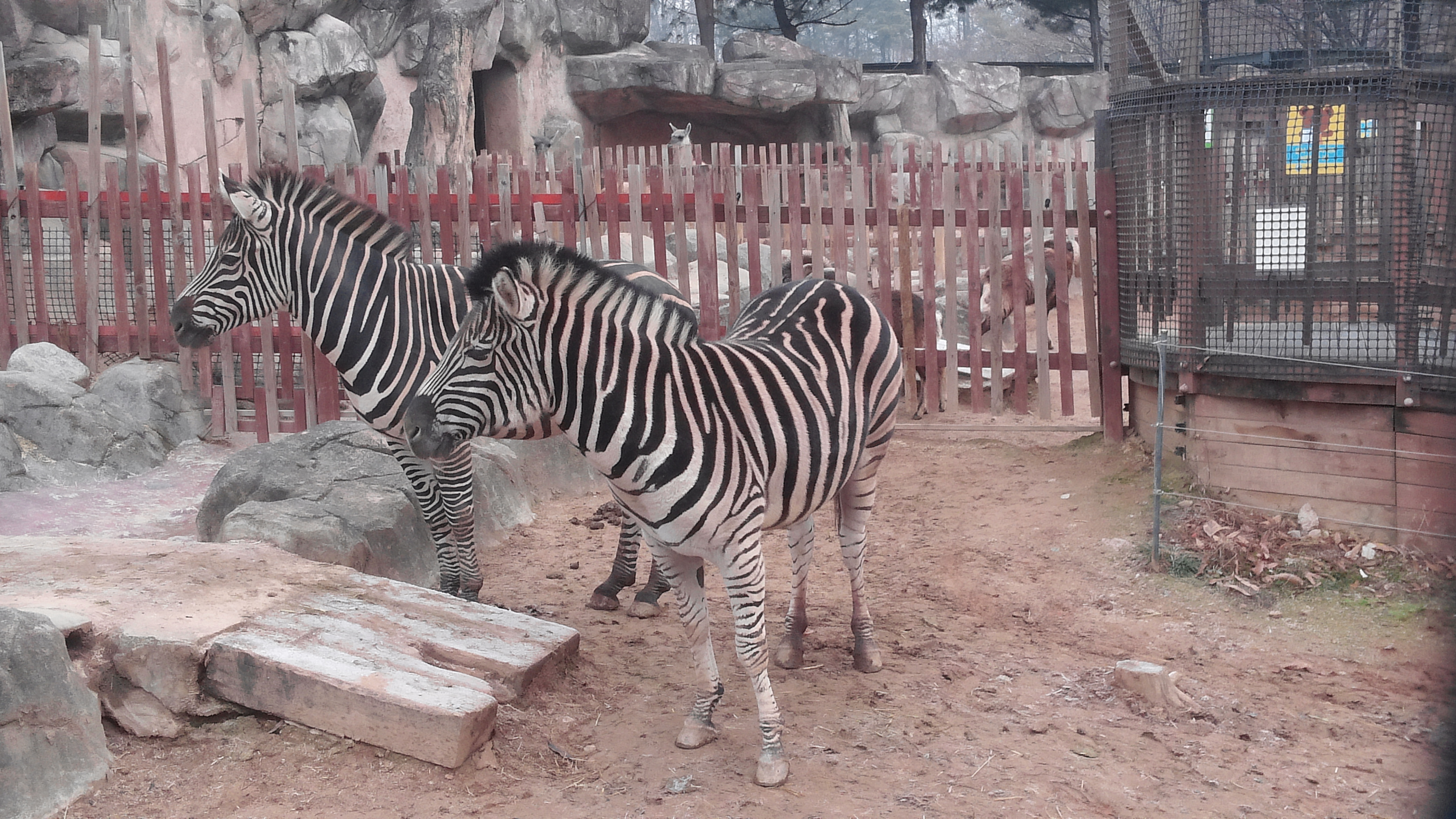
2015년 12월 24일에 촬영된 사바나얼룩말
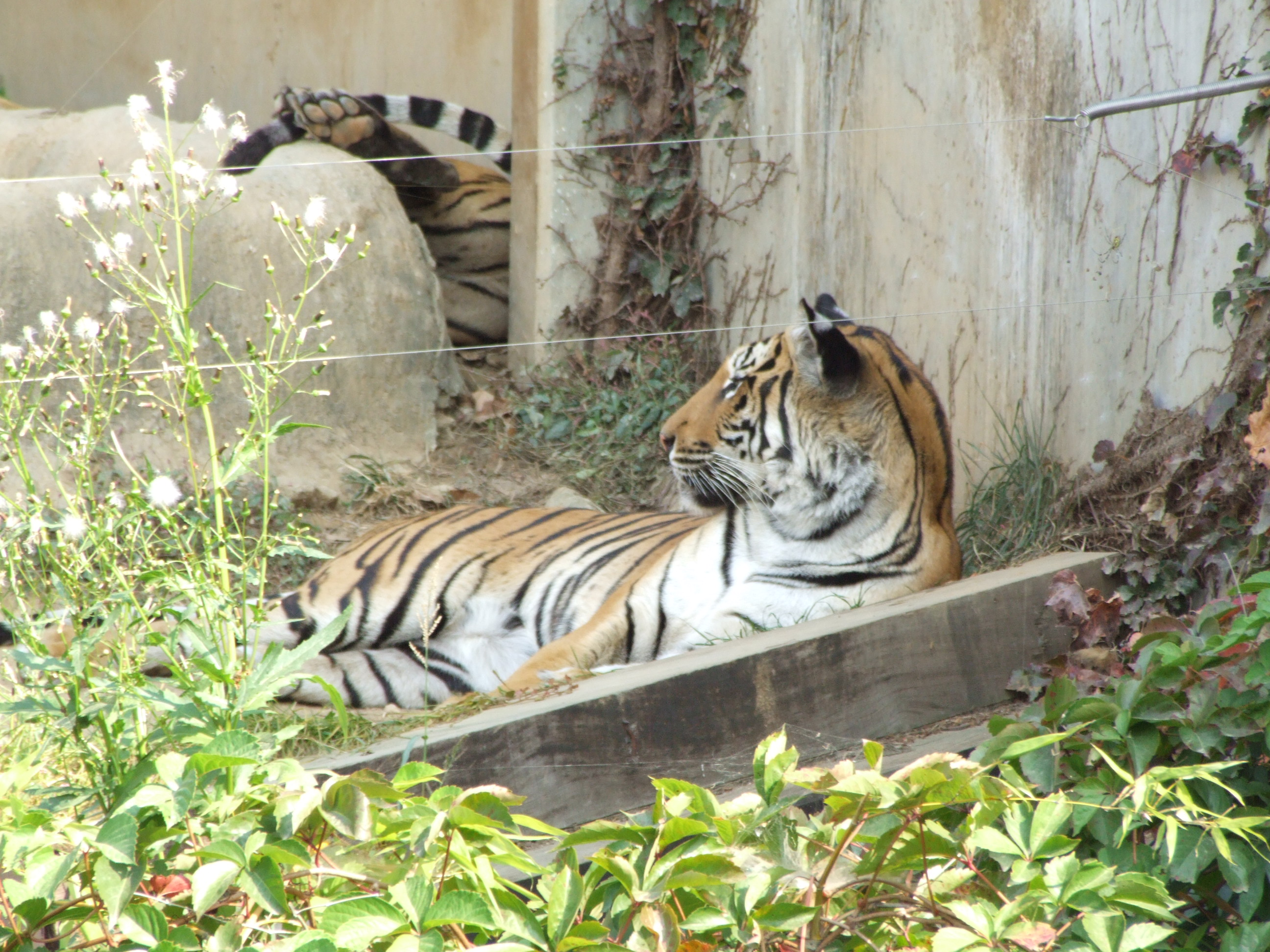
동물원의 호랑이
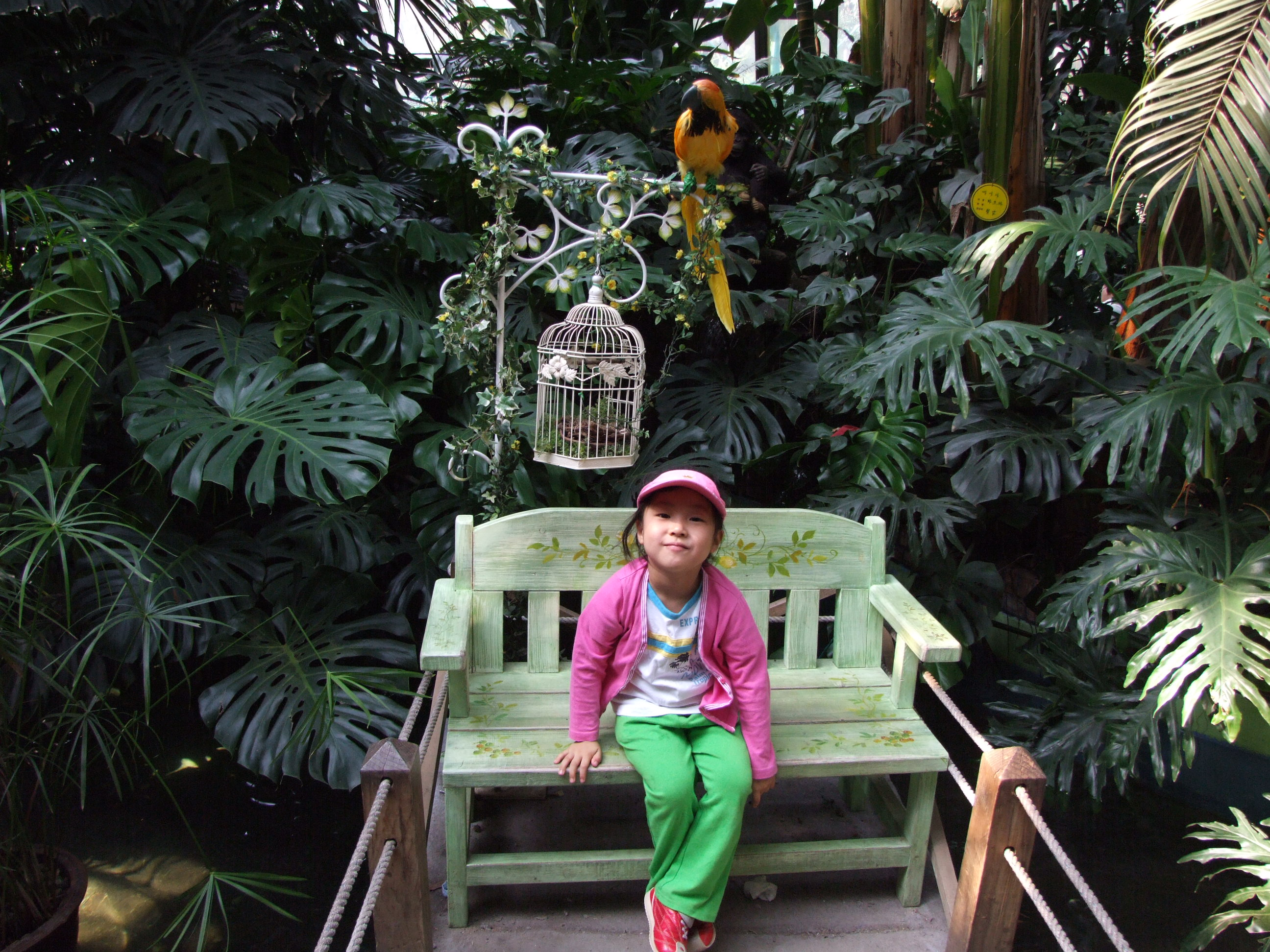
식물원
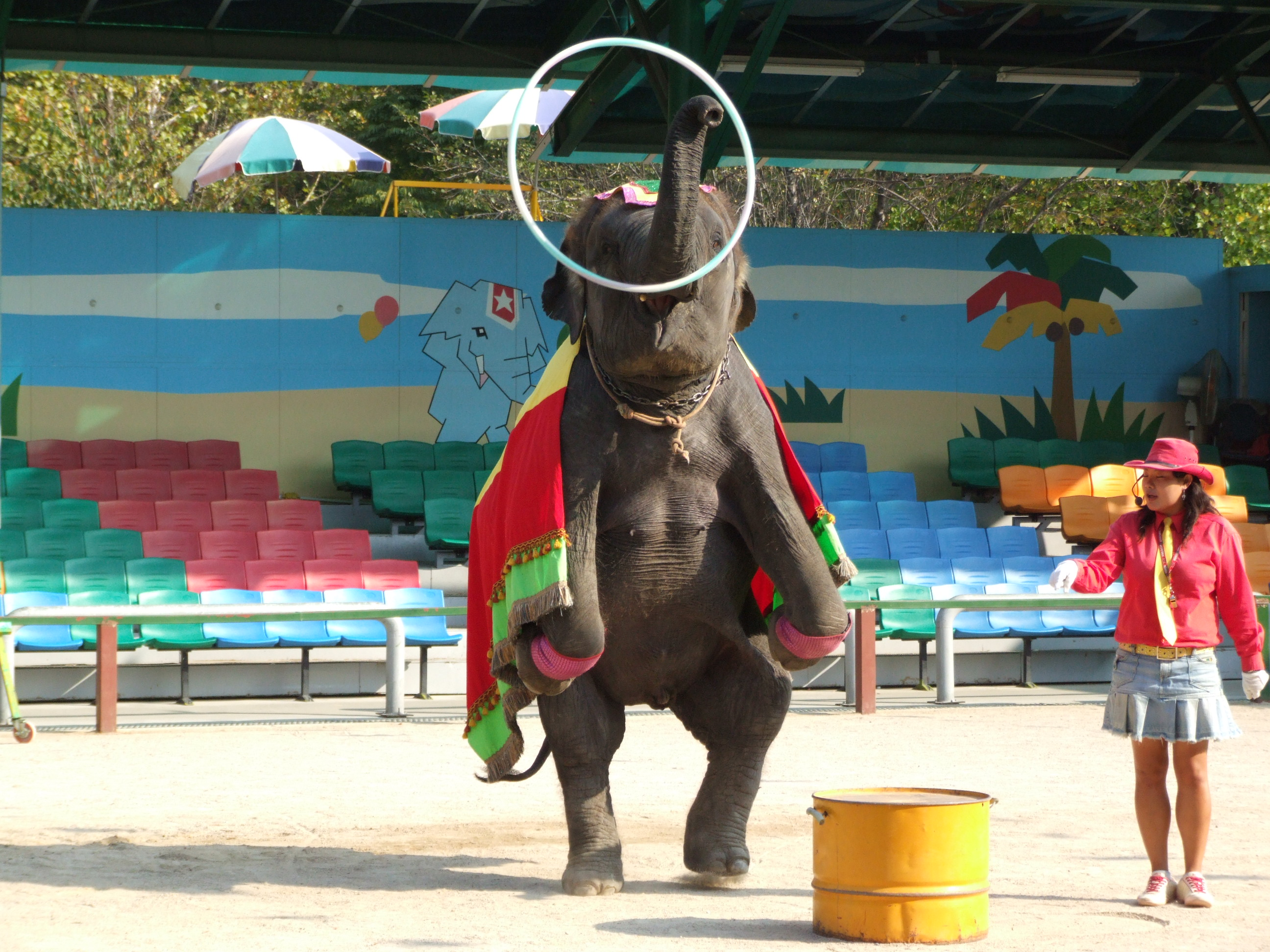
동물원의 코끼리쇼
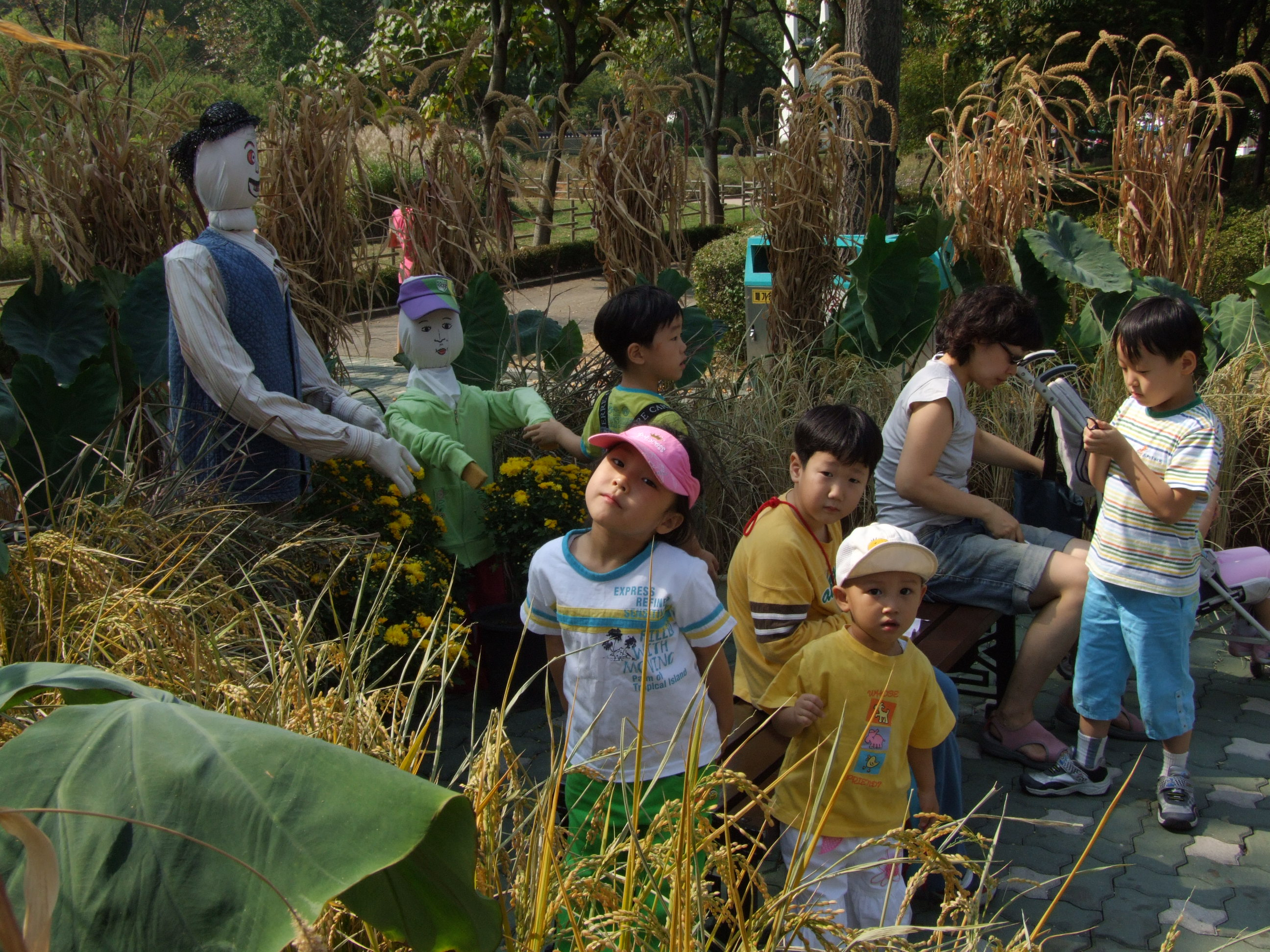
어린이 대공원의 가을

## 사건

### 코끼리 탈출
2005년 4월 20일 오후 3시 10분 코끼리 6마리가 어린이대공원을 탈출하여 주차장, 상점, 주택 일대를 아수라장으로 만들고 주부(52세)가 부상을 입었다.

### 사자 사육사 사망
2015년 2월 12일 낮에 동물원 맹수마을에서 사육사(52세)가 사자에 물려 숨지는 사고가 발생했다.

### 얼룩말 탈출
2023년 3월 23일 2시 50분에 '세로'라는 이름의 교잡 사바나얼룩말 한 마리가 어린이 대공원을 탈출하여 주택가와 도심 도로 곳곳을 활보했다.

## 같이 보기
- 어린이회관 (서울)
- 서울대공원
- 에버랜드
- 대전오월드